# Heliga Trefaldighets katolska kyrka, Jakobsberg
Heliga Trefaldighets katolska kyrka är en kyrka i Jakobsbergs centrala delar. Kyrkan invigdes av biskop Anders Arborelius den 2 oktober 1999.